# Dasyhelea australia
Dasyhelea australia är en tvåvingeart som beskrevs av Wirth 1952. Dasyhelea australia ingår i släktet Dasyhelea och familjen svidknott. Inga underarter finns listade i Catalogue of Life.